# Questa notte una lucciola illumina la mia finestra
Questa notte una lucciola illumina la mia finestra è un singolo della cantante catanese Carmen Consoli. Il singolo, pur non ottenendo particolari soddisfazioni a livello di vendite, ebbe il merito di far conoscere la "Cantantessa" fra gli "addetti ai lavori". In seguito alla partecipazione della Consoli al Festival di Sanremo 1996, il singolo fu rilanciato in radio dopo Amore di plastica. La canzone è stata poi inserita nell'album d'esordio della cantante Due parole. La Consoli ha dichiarato nel libro Quello che sento del 2001, che Questa notte una lucciola illumina la mia finestra è il brano dell'album a cui si sente maggiormente legata.